# Districte de Bratislava V
El districte de Bratislava V - (eslovac) Okres Bratislava V - és un dels 79 districtes d'Eslovàquia. Es troba a la regió de Bratislava. Té una superfície de 94,2 km², i el 2013 tenia 111.021 habitants. És un dels cinc districtes de Bratislava.

## Demografia
| Godina             | 1994    | 2004    | 2014    | 2024    |
| ------------------ | ------- | ------- | ------- | ------- |
| Nombre de persones | 130.503 | 119.441 | 111.001 | 121.843 |
| Diferència         |         | −8,47%  | −7,06%  | +9,76%  |

| Godina             | 2023    | 2024    |
| ------------------ | ------- | ------- |
| Nombre de persones | 122.048 | 121.843 |
| Diferència         |         | −0,16%  |

1. 1 2  «Počet obyvateľov podľa pohlavia - obce (ročne) [om7102rr_obce=AREAS_SK]».   Statistical Office of the Slovak Republic, 31-03-2025. [Consulta: 31 març 2025].